# Hami 003
Hami 003 – meteoryt kamienny należący do chondrytów oliwinowo-bronzytowych H 5, znaleziony w 4 maja 2013 roku w regionie autonomicznym  Sinciang w Chinach. Meteoryt Hami 003 to pojedynczy okaz o masie 152 g i jest jednym z osiemdziesięciu czterech oficjalnie zatwierdzonych meteorytów w tym regionie. 